# Andreas Musculus
Andreas Musculus, también conocido como Andreas Meusel (29 de noviembre de 1514 - 29 de septiembre de 1581) fue un teólogo y reformador protestante alemán. El apellido Musculus es la forma latinizada de Meusel.

## Biografía
Musculus nació en Schneeberg, y se educó en Leipzig y Wittenberg. Posteriormente fue catedrático, a instancias de su cuñado Johannes Agricola, en la universidad de Fráncfort del Óder, así como predicador en la iglesia franciscana de dicha ciudad. Como teólogo gnesioluterano se opuso al Interim de Leipzig al igual que Andreas Osiander, Francesco Stancaro, Philipp Melanchthon y Juan Calvino.
Musculus fue uno de los coautores de la Fórmula de la Concordia. También fue uno de los defensores de la adoración eucarística en los inicios del luteranismo. Su obra principal sobre este tema es Propositiones de vera, reali et substantiali praesentia, Corporis & Sanguinis IESU Christi in Sacramento Altaris, Francofordiae ad Oderam, 1573 (thesis IX: An adoratio Christi praesentis in coena sit approbanda). También editó libros de oración con los clásicos himnos para la adoración del Sacramento . Por ejemplo, su obra Precationes ex veteribus orthodoxis incluyen Lauda Sion y  Pange lingua.
Después de la muerte de su cuñado Agricola, ocurrida en Berlín en 1566, fue nombrado superintendente general de la Marca de Brandeburgo. Murió en Fráncfort del Óder en 1581.